# Prasinocyma marina
Prasinocyma marina är en fjärilsart som beskrevs av W. Warren 1907. Prasinocyma marina ingår i släktet Prasinocyma och familjen mätare. Inga underarter finns listade i Catalogue of Life.